# 琴叶南芥
琴叶南芥（学名：Arabis lyrata var. kamchatica）为十字花科南芥属下的一个变种。

## 扩展阅读
- 維基物種上的相關：琴叶南芥